# Myrianthus preussii
Myrianthus preussii là loài thực vật có hoa trong họ Tầm ma. Loài này được Engl. mô tả khoa học đầu tiên năm 1894.